# Dolné Pohronie
Dolné Pohronie este o arie protejată (arie de protecție specială avifaunistică — SPA) din Slovacia întinsă pe o suprafață de 229,32 ha, integral pe uscat.

## Localizare
Centrul sitului Dolné Pohronie este situat la coordonatele 47°49′42″N 18°26′53″E / 47.828224°N 18.447964°E.

## Înființare
Situl Dolné Pohronie a fost declarat arie de protecție specială avifaunistică în iulie 2003 pentru a proteja 1 specie de plante și 1 specie de animale.

## Biodiversitate
Situată în ecoregiunea panonică, aria protejată conține 2 habitate naturale: Păduri aluvionare cu Alnus glutinosa și Fraxinus excelsior (Alno-Padion, Alnion incanae, Salicion albae), Pășuni continentale udate de apa mării.
La baza desemnării sitului se află mai multe specii protejate:
- plante (1): Pontechium maculatum subsp. maculatum
- păsări (1): prigoare (Merops apiaster)

Pe lângă speciile protejate, pe teritoriul sitului au mai fost identificate 1 specie de mamifere, 1 specie de reptile.